# لوكا رييكا
لوكا ريجيكا هي شركة تشغيل الموانئ الكرواتية التي تدير مرافق الموانئ في أكبر ميناء في رييكا الكرواتية. تمتلك OT لوجيستيكس حصة 27.36٪ من شركة لوكا رييكا د.د وتملك الحكومة الكرواتية 25.02٪ وتملك صنادق استثمارية مختلفة 25.63٪ و6.97٪ لمساهمين صغار. تمتد امتيازات لوكا رييكا د.د. في ميناء رييكا حتى عام 2042. الشركة مدرجة في بورصة زغرب.